# سينما زيمبابوي
تتمتع زيمبابوي بثقافة سينمائية نشطة تشمل الأفلام التي تم إنتاجها في زيمبابوي خلال فترات ما قبل الاستعمار وما بعده. كانت الأزمة الاقتصادية والأزمة السياسية من سمات الصناعة. أحصى منشور من الثمانينيات 14 دارا للسينما في هراري عاصمة زيمبابوي. وفقًا لتقرير صدر عام 1998، ذهب 15 بالمائة فقط من السكان إلى السينما. تم إنتاج أفلام أوروبية وأمريكية في مواقع في زيمبابوي بالإضافة إلى الأفلام الهندية. تحظى الأفلام الأمريكية بشعبية في زيمبابوي ولكنها تواجه قيودًا تحد من توزيعها.

## تاريخ
كانت وحدة الأفلام الاستعمارية في بريطانيا نشطة في زيمبابوي. عملت حكومة ما بعد الاستعمار في زيمبابوي على رعاية تطوير الأفلام. كما ساعدت ألمانيا في تمويل برنامج لإنتاج الأفلام.